# Виналда, Эрик
Э́рик Бо́суэлл Вина́лда (Винальда, англ. Eric Boswell Wynalda; род. 9 июня 1969, Фуллертон, Калифорния) — американский футболист и игрок сборной США. Выступал на позиции нападающего. В составе сборной принимал участие в трёх чемпионатах мира. Тренер.
В 1996 году Виналда забил первый гол в истории MLS. Также был лучшим бомбардиром сборной США до 2008 года, когда по этому показателю его обошёл Лэндон Донован. Эрик Виналда был избран в Национальный футбольный зал славы в 2004 году.

## Ранние годы
Виналда родился 9 июня 1969 года в калифорнийском городе Фуллертон. В детстве он играл за команду «Уэстлейк Вулвз», тренером которой был отец Эрика. Его команда выиграла чемпионат штата, а Виналда стал лучшим бомбардиром с 56 голами в 16 играх. Позднее Виналда играл за школьную команду Уэстлейка.

## Клубная карьера

### Допрофессиональная карьера
Виналда учился в Университете штата в Сан-Диего и с 1987 по 1989 годы выступал за университетскую команду. С 1988 по 1989 годы он играл за полупрофессиональную команду «Сан-Диего Номадс», в составе которой провёл 6 игр.

### Профессиональная карьера
В преддверии чемпионата мира 1990 года Федерация футбола США заключила контракт с Виналдой. После чемпионата он был арендован клубом «Сан-Франциско Бэй Блэкхокс». За три сезона футболист провёл только 17 матчей, забив 5 голов.
В августе 1992 года немецкий клуб «Саарбрюккен» взял американского игрока в аренду за 45 тысяч долларов. После перехода Виналда стал первым американцем, который выступал в Бундеслиге. В первой половине сезона игрок забил 8 голов, поэтому клуб окончательно выкупил права на футболиста, доплатив $405 тыс. В том сезоне Виналда получил приз лучшего новичка Бундеслиги. В сезоне 1993/94 «Саарбрюккен» выступал во второй Бундеслиге, по итогам сезона заняв четырнадцатое место. Виналда выходил на поле 29 раз, забил 12 голов и был признан лучшим игроком лиги. В конце сезона американский футболист был продан в «Бохум» за 850 тысяч долларов.
В 1996 году Виналда вернулся в США, где подписал контракт с MLS. Футболист присоединился к команде «Сан-Хосе Клэш». 6 апреля 1996 года в матче против «Ди Си Юнайтед» Виналда забил первый гол в истории лиги. По окончании сезона, в котором игрок провёл 27 матчей и забил 10 мячей, Эрик был назван футболистом года в США.
В январе 1999 года Виналда был отдан в аренду в мексиканский клуб «Леон». Вскоре он получил травму левого колена и выбыл из строя на несколько месяцев.
1 июня 1999 года в рамках трёхсторонней сделки Виналда перешёл в «Майами Фьюжн».
8 июля 2000 года Виналда был обменян в «Нью-Инглэнд Революшн» на Айвана Маккинли.
3 мая 2001 года Виналда был обменян в «Чикаго Файр» на Джона Уолиника, также клубы обменялись драфт-пиками. 15 января 2002 года «Чикаго Файр» поместил Виналду в список отказов.
14 февраля 2002 года на драфте отказов MLS Виналда был выбран «Лос-Анджелес Гэлакси», но стороны не смогли согласовать контракт.
14 марта 2002 года Виналда подписал контракт с клубом Эй-лиги «Чарлстон Бэттери». 13 апреля в предсезонном выставочном матче с «Нью-Инглэнд Революшн» он получил разрыв передней крестообразной связки правого колена, из-за чего пропустил весь сезон 2002.

## Карьера в сборной
Виналда дебютировал в сборной США 2 февраля 1990 года в матче против Коста-Рики. 14 марта 1990 года он подписал контракт с Федерацией футбола США, чтобы иметь возможность участвовать в чемпионате мира 1990.
На чемпионате мира 1994 года Виналда провёл все четыре матча в составе сборной США. 18 июня 1994 года он потрясающим ударом со штрафного с расстояния около 25 метров забил гол в ворота сборной Швейцарии. Тем самым он помог своей команде добиться важной ничьи 1:1. В 1995 году Виналда принял участие в Кубке Америки.
В 1998 году Виналда поехал на чемпионат мира 1998, который стал для игрока третьим по счёту. После окончания чемпионата на его счету было 20 голов за сборную.
Когда Виналда завершил карьеру в сборной, то на его счету было 106 игр за национальную команду. В этих матчах американский игрок сумел забить 34 гола, что было рекордным показателем для сборной США до 2007 года. В 2007 году Лэндон Донован сравнялся с ним по числу голов, отличившись с пенальти в финальном матче Золотого кубка КОНКАКАФ 2007 против Мексики. Виналда перестал быть рекордсменом по числу забитых голов 19 января 2008 года, когда Донован в товарищеском матче поразил ворота Швеции.

## После окончания карьеры
В 2005 году клуб «Бейкерсфилд Бригейд» нанял Виналду в качестве технического директора команды, а в 2007 году Эрик согласился на краткосрочный контракт футболиста. 1 мая 2008 года Виналда подписал контракт, согласно которому он был полноправным членом команды на сезон 2008 года.
Также Виналда продолжал играть в любительском клубе «Голливуд Юнайтед», который выступал в Олимпийской футбольной лиге Лос-Анджелеса.
2 июля 2012 года Виналда был назначен исполняющим обязанности главного тренера клуба Североамериканской футбольной лиги «Атланта Силвербэкс». 7 января 2014 года вернулся на пост главного тренера «Атланты Силвербэкс» на постоянной основе.
17 октября 2018 года Виналда был назначен техническим директором и главным тренером клуба USL «Лас-Вегас Лайтс». 17 июня 2020 года Виналда покинул «Лас-Вегас Лайтс».
30 июля 2020 года Виналда был назначен главным тренером новообразованного клуба Национальной независимой футбольной ассоциации «Нью-Амстердам». 17 августа, за пять дней до начала осеннего сезона, Виналда объявил о своём уходе из клуба по личным причинам.

## Вне футбола
После ухода из спорта Виналда работал футбольным аналитиком на телевизионном канале ESPN. В 2007 году он был главным аналитиком сезона MLS не только на ESPN, но и на ABC.
В 2008 году Виналда стал обозревателем газеты Major League Soccer Magazine — независимого футбольного журнала в Лос-Анджелесе.
В августе 2009 года Виналда стал соведущим программы Fox Football Fone-in на канале Fox Soccer Channel. Кроме того, он начал работать в качестве комментатора матчей MLS на различных каналах